# Ivdel'
Ivdel' è una città della Russia siberiana nordoccidentale (oblast' di Sverdlovsk), situata sul versante orientale degli Urali settentrionali, sul fiume omonimo, pochi chilometri prima della sua confluenza nella Loz'va. Si trova 430 km a nord del capoluogo Ekaterinburg. 
Dal punto di vista amministrativo, e un'unità amministrativo-territoriale che dipende direttamente dalla oblast', il centro amministrativo è la città di Ivdel', sul cui territorio vi sono due circondari urbani: Ivdelskij (Ивдельский городской округ) e Pelym (городской округ Пелы́м).

## Società

### Evoluzione demografica
Fonte: mojgorod.ru
- 1959: 22.000
- 1979: 15.900
- 1989: 19.000
- 2007: 17.800
- 2020: 15.423
- 2023: 14.041